# Eduardo Kingman
Eduardo Kingman Riofrío, noto come El pintor de las manos, (Loja, 23 febbraio 1913 – Quito, 27 novembre 1997) è stato un artista ecuadoriano. 
Viene considerato uno dei maestri dell'espressionismo e dell'indigenismo ecuadoriano del XX secolo insieme a Oswaldo Guayasamín e Camilo Egas.
Nel 1906 la società mineraria statunitense South America Development Company richiedeva servizi medici per i dipendenti della miniera d'oro di Portovelo. Secondo un rapporto scritto della società, Portovelo era un misero borgo dove far vivere alcune famiglie contagiate dalla malaria. Questa fu la ragione che portò il medico Edward Kingman, da Newton nel Connecticut, in Ecuador.
Dalla città di Loja, che distava un giorno di viaggio dalla miniera di Portovelo, Kingman fu chiamato per visitare due pazienti. Dei due riuscì a curare solo l'aristocratica Rosita Riofrío, una vedova di Córdoba e madre di due figli, César Augusto e Rafael Rofrío, con cui si sposò poco dopo e dalla quale ebbe tre figli: Eunice, Eduardo e Nicolás Kingman Riofrío (giornalista, scrittore e politico).
Pochi anni dopo, mosso da una grandissima nostalgia, Edward Kingman lasciò moglie e figli per tornare negli Stati Uniti. Prima di andarsene lasciò alla famiglia un'eredità di centomila sucres, una cifra molto ragguardevole per l'epoca. Cercando di mantenere il precedente stile di vita, la famiglia finì tutti i soldi che aveva a disposizione per vivere, per questo dovettero vendere la casa. Nel 1918 la pressione e l'ambiente in cui si trovarono a vivere costrinsero la famiglia a trasferirsi a Quito. Uno dei ricordi più importanti che lasciarono nella loro casa di Loja, fu il disegno realizzato da Eduardo, con le ceneri della cucina, che rappresentava il drago della guerra e si trovava in uno dei corridoi della casa che la famiglia mostrava sempre con orgoglio a tutti gli ospiti.
La prima impressione che ebbe Kingman al suo arrivo a Quito non fu delle più piacevoli, gli sembrava una città triste, come qualsiasi altra grande città. Si stabilirono in una casa alla periferia nord della città, al N.10 di Agosto y Colón. Per i suoi studi primari frequentò la scuola Juan Montalvo, in seguito studiò per un anno al Colegio Nacional Mejía; ma l'attrazione per l'arte era sempre più forte, fino a quando nel 1928 entrò alla Scuola delle Belle Arti di Quito, che si trovava nel parco Alameda.

## La Scuola di Belle Arti
Alla Scuola delle Belli Arti, Kingman diventò uno studente dell'insegnante Víctor Mideros. Questo incontro insieme all'incontro che Camilo Egas ebbe con Luis Mideros, un maestro della scultura accademica basata su fregi solenni e motivi eroici, vengono definiti come il cambio generazionale della pittura ecuadoriana. Entrambi gli artisti provocarono nei loro studenti una profonda sensazione di cambiamento. Entrambi appartenenti agli strati intermedi e inferiori della società, si ribellarono a forme che sembravano loro neutre, lontane dalla realtà e persino manipolate.
La situazione sociale e politica del Paese spinse alla ribellione molti giovani universitari, intellettuali e artisti. Lo sciopero generale del novembre 1922 , in cui i sindacati, le corporazioni e le masse popolari scesero nelle strade di Guayaquil per protestare contro la fame e l'ingiustizia sociale, divenne il principale stimolo per i giovani a presentare proposte concrete di trasformazione sociale. Questo ambiente sociale esaltava i giovani artisti della Scuola delle Belle Arti; e questa situazione portò Kingman a protestare nell'unico modo che conosceva, dipingendo. Kingman studiò solo per tre anni nella Scuola delle Belli Arti, e questi furono i suoi unici anni di formazione accademica. Nel 1931 ci fu un evento che colpì drasticamente la famiglia: la morte del fratello maggiore César Augusto; questo fatto portò la famiglia a trasferirsi a Guayaquil.

## I suoi giorni a Guayaquil
La Grande Depressione colpì l'economia dei paesi economicamente dipendenti degli Stati Uniti, uno dei più colpiti fu l'Ecuador. Questo, insieme alle rivolte sindacali degli anni '20, mise le classi popolari di Guayaquil e della costa ecuadoriana in una situazione molto difficile. Questi anni così critici e convulsi non furono facili per la famiglia Kingman, che venne ospitata da una piccola ma influente colonia di gente del posto che viveva a Guayaquil. La situazione economica portò Doña Rosita a fare pressioni su Eduardo per iscriversi a una scuola di contabilità in modo che potesse contribuire al reddito familiare. Kingman non rinunciò al suo desiderio di essere un artista e alla fine trovò un lavoro come fumettista per il quotidiano El Universo dove guadagnava 90 sucres al mese. In questo periodo Eduardo Kingman iniziò la sua grande carriera di pittore.
Nel 1930 tre giovani scrittori pubblicarono un libro insolito sulle classi sociali del tempo: di un realismo duro e crudo,con linguaggio popolare e di denuncia penetrante e consistente delle condizioni di vita del contadino costiero, Los que se van che fu uno dei libri che influenzò maggiormente il suo stile di visione ribelle formatosi nella Scuola delle Belle Arti. L'espressione di Kingman maturerà in questi anni decisivi insieme agli scritti di Joaquin Gallegos Lara, Demetrio Aguilera Malta, Enrique Gil Gilbert, Jose de la Cuadra e Alfredo Pareja Diezcanseco, al disegno e alla pittura di Galo Galecio e alla scultura di Alfredo Palacio Moreno. In quell'atmosfera ribollivano idee rivoluzionarie, forti e vigorose, che guadagnavano spazio tra i giovani artisti e scrittori. Tra i pittori di quegli anni si ricorda l'amicizia con Antonio Bellolio, Eduardo Solá Franco e Mario Kirby, e con lo scultore Alfredo Palacio Moreno.
Nel 1933 Kingman tenne la sua prima mostra, presso la galleria Alere Flamman, insieme ad Antonio Bellolio. Uno scritto fatto anni dopo descrisse le sue opere come quartieri popolari e ritratti impegnativi e quasi imbarazzanti . L'anno successivo realizzò le grandi tele che avrebbero consacrato Kingman e il suo stile artistico. Nel 1935 tre di questi dipinti furono inviati a Quito al salone Mariano Aguilera che li respinse; l'anno successivo, uno di questi ricevette il primo premio per la pittura nel salone Mariano Aguilera.
Successivamente espose le sue opere alla Facoltà di Giurisprudenza insieme ad alcune note sulle scene di strada, e ottenne il primo premio. Le persone osservavano con così tanta attenzione le sue opere, notando che l'innovazione avvenuta nella letteratura iniziava a verificarsi anche nei dipinti, che nacque l'idea di inviare i dipinti a Quito in cerca del prestigio che avrebbero potuto offrirgli i premi del salone Mariano Aguilera. Pedro Jorge Vera scrisse Hay que mirar "Un Obrero Muerto" per far notare come Kingman incitasse all'ammutinamento, mentre un altro scritto si riferiva a "Los Balseros" come a un inno pieno di proteste . Di fronte a questi riferimenti di sinistra, la borghesia, intimidita da un'espressione pittorica così forte e con così tanto potere di commuovere, cercò di sminuire l'originalità delle sue opere: è una cattiva imitazione di Diego Rivera. Nonostante tutti questi rifiuti, i cinque quadri vennero mandati a Quito, nel Salone di Mariano Aguilar. Ma il Salone dichiarò nullo il premio, il comitato di ammissione del Salone disse che il colore non era reale e che la proporzione delle figure mostrava che l'artista non conosceva l'anatomia. La decisione non fu dovuta solo al drastico cambio di stile, c'erano dietro pregiudizi di classe.
Feafa lo descrisse in questo modo:
Ci sono altri motivi che hanno determinato il rifiuto dei dipinti di Kingman, motivi che, sebbene sembrino ridicoli, sono autentici. Ad esempio: un aristocratico milionario, protettore degli artisti decadenti di Quito, dopo aver visto il dipinto "Obrero Muerto" e aver visto il cartello "Vietato fumare", scoppiò a ridere, una risata che aumentava di volume mentre contemplava le figure dei lavoratori, con quelle braccia che si stendono come a voler stringere la terra. Ed è naturale che a un aristocratico quelle enormi braccia di un operaio sembrino sproporzionate. L'aristocratico conosce solo braccia belle e carnose, morbide al tatto, con fossette che invitano a un bacio sul gomito e sul dorso della mano. Ma cosa può sapere l'aristocratico delle braccia dei lavoratori! Occorre vivere nell'inferno del lavoro materiale per saper interpretare con tutta la sua forza l'espressione artistica delle braccia dell'operaio, quelle enormi braccia che si alzano fiere per maledire Dio, che si protendono per strangolare il nemico che avvelena la vita con la miseria o che scendono verso la terra per impastarla tra le mani, rendendola più fertile con il sudore dei volti angosciati .
Benjamín Carrión, commentando lo stesso premio nullo, scrisse:
Dopo aver visto, profondamente, emotivamente, i dipinti di Kingman, che sono serviti come base per dichiarare nullo il premio Aguilera 1935, credo in una giubilante pienezza di certezze e speranze di annunciare all'arte d'America che finalmente è nato in questa terra il forte, il rude, il vero pittore che, con pazienza di Giobbe, abbiamo aspettato (3).
L'anno successivo la giuria del concorso Mariano Aguilera, composta dal poeta Gonzalo Escudero, dallo scrittore Pablo Palacio e da Antonio Salgado, assegnò il primo premio a El Carbonero di Kingman. La loro decisione fu presa in seguito a questo ragionamento:
... riteniamo, con voto unanime, che il primo premio vada assegnato al dipinto "El Carbonero" di Eduardo Kingman, la cui nuova ispirazione sociale si associa all'eccellenza di una tecnica che ha curato la figura umana, trasferendola dalla realtà alla tela, con una forza potente e una viva plasticità. Al verismo del disegno anatomico si aggiunge la rivelazione dello stato psichico, fedelmente interpretato nel gesto e nell'atteggiamento, segni di un profondo dramma del nostro tempo. Nonostante ciò, riteniamo che lo sfondo ambientale soffra di alcune imperfezioni di prospettiva, così come certi effetti di luce sono discutibili. Ma queste imperfezioni non sono sufficienti a sottrarre alla figura del personaggio proletario la sua tenacità e la sua virtù di centralizzare e assorbire gli elementi accessori del dipinto (4).
Ciò che spicca di più dalla critica dell'epoca, in El Carbonero, è l'influenza dei grandi muralisti messicani e la sproporzione anatomica che si nota, soprattutto, nelle enormi braccia che quasi caratterizzavano la figura.

## Ritorno a Quito e all'indigenismo

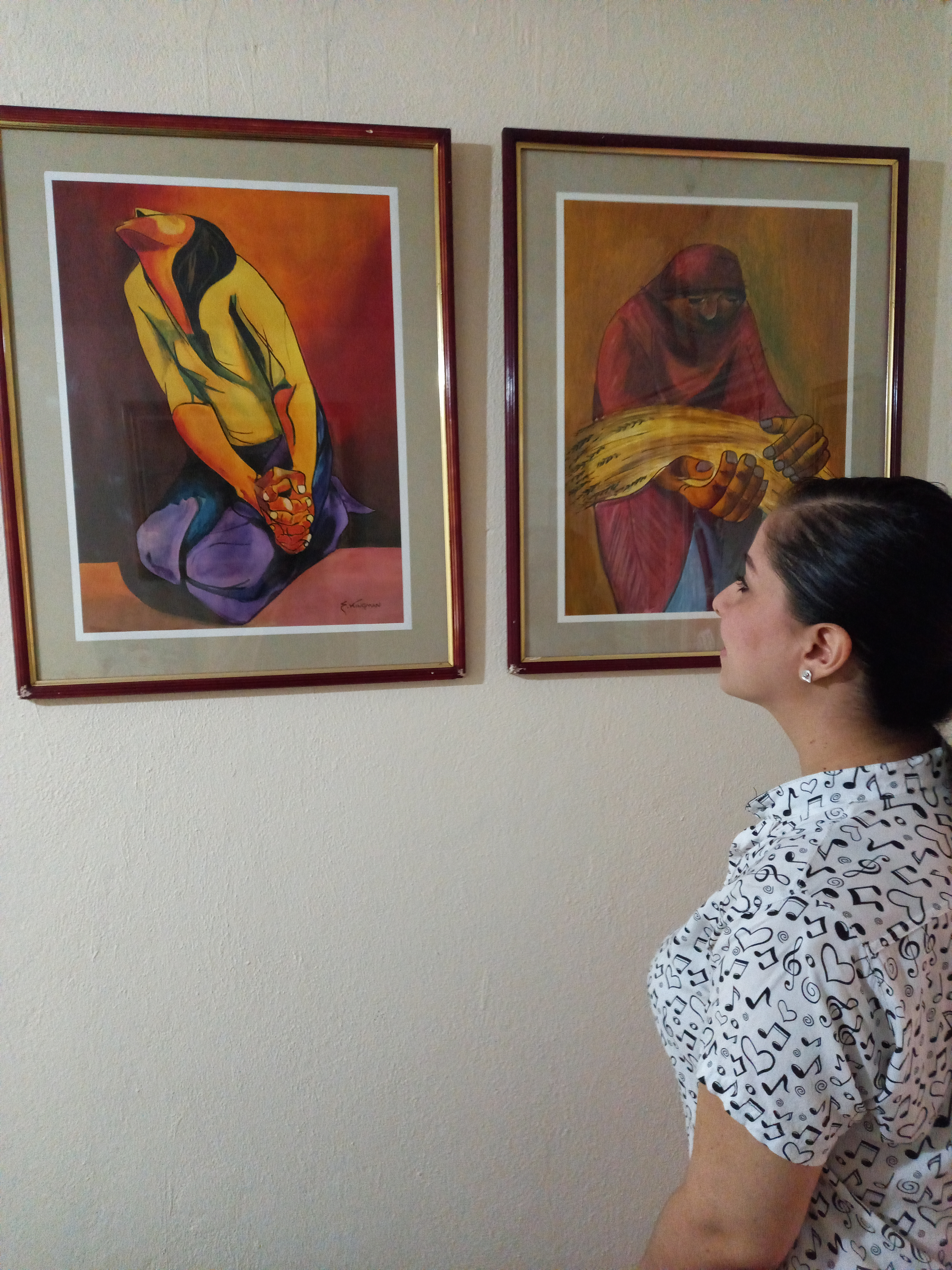
Dipinti di Kingman

Kingman si stabilì definitivamente a Quito nel 1934 e il trionfo del 1936 lo pose in prima linea nella classe intellettuale di Quito. Il giovane pittore, vibrante di idee socialiste, si unì a un'avanguardia letteraria e plastica che presentava sempre più ideali di denuncia contro le classi dominanti (feudatari). Pablo Palacio sconcertò la borghesia con la pubblicazione nel 1932 della sua opera rivoluzionaria Vida del ahorcado, mentre Jorge Icaza pubblicò il suo veemente e tragico Huasipungo nel 1934. Benjamín Carrión, Alejandro Carrión e Pedro Jorge Vera editarono un giornalismo di denuncia sociale. Nel 1936, l'Unione degli scrittori e degli artisti dell'Ecuador (SEA) tenne la prima mostra del poema murale illustrato. Kingman partecipò illustrando la maggior parte delle creazioni liriche, il cui contenuto era colmo di pensieri rivoluzionari, antifascisti e socialisti. José Alfredo de Llerena, nella cronaca dell'evento, definì Kingman come un credente dell'idea che "la letteratura e la pittura dovrebbero andare di pari passo, entrambe al servizio di una filosofia sociale".
La situazione politica in Ecuador era diventata pericolosa. Federico Páez era salito al potere come Capo del Comando Supremo della Repubblica nominato dal Consiglio degli alti ufficiali dell'Esercito. Quando i sindacati protestarono contro la gestione dispendiosa e mal organizzata dell'economia nazionale, che fece aumentare seriamente il costo della vita, Páez arrivò a costanti repressioni sociali. Alfredo Pareja Diezcanseco scriveva: La repressione è stata vendicativa e goffa. Ogni letterato, ogni cittadino onesto, sul quale cadde qualche sospetto o la denuncia di essere una spia, fu perseguitato; chi confinato alle Isole Galapagos, chi imprigionato, chi esiliato (5). La dittatura di Páez cadde nel 1937 e le possibilità si aprirono di nuovo per gli intellettuali progressisti. Alberto Enríquez Gallo abrogò la legge sulla previdenza sociale, le carceri vennero aperte e l'elaborazione del codice del lavoro fu accelerata. La discussione di idee e la produzione di opere letterarie divenne nuovamente possibile. Eduardo Kingman ricoprì la carica di segretario della Scuola delle Belle Arti.
In questa direzione di un'arte che cercava di demistificare i falsi valori e denunciare l'ingiustizia di una società costruita dalla classe dirigente a suo esclusivo vantaggio, lavorarono in maniera unanime a Quito: Kingman, Diógenes Paredes, Leonardo Tejada, Luis Moscoso, Germania de Breilh, José Enrique Guerrero, Jaime Andrade, Piedad Paredes, Bolivar Mena Franco, Gerardo Astudillo e César Andrade Faini, e a Guayaquil Galo Galecio, Segundo Espinel e Alfredo Palacio Moreno. Kingman con la sua opera "El Carbonero" ottenne il riconoscimento ufficiale del movimento.
Tre secoli di sfruttamento ispanico e un secolo di sfruttamento repubblicano ridussero gli indigeni a una condizione miserabile e deplorevole. I nativi erano trattati come la classe sociale più bassa e servivano come schiavi in varie tenute e huasipungos (terreno che un latifondista concede al contadino per uso personale); Non avevano alcun tipo di diritto e non avevano la minima opportunità di integrarsi nel progresso. I giornali dell'epoca che annunciavano la vendita di proprietà con indigeni compresi, non facevano altro che riflettere questa situazione, che molti consideravano normale e altri cercavano di non vedere. Denunciare questa enorme ingiustizia divenne la grande impresa della pittura indigena, e Kingman si espose in prima linea. Questo dramma degli indigeni presiedette la sua arte più drammatica e più forte dei successivi cinque anni, che culminò in una delle sue tele magistrali, Los Guandos .
Ma rispetto ad altri indigenisti, la pittura di Kingman mostrò caratteristiche inconfondibili: non si fermò al punto di vista economico e sociale; approfondì la parte più interna degli indigeni mostrando il loro lato più umano: tenerezza, nobiltà, religiosità. El cuentayo è uno studio sulla solitudine e sulla rappresentazione severa e allo stesso tempo quasi brutalizzata di un mestiere. Fin de fiesta racconta il dramma individuale e collettivo del degrado della festa. La muda en la flor approfondisce la fragilità di un'innocenza che si ignorava, ai margini di un mondo brutale. Amanecer suggeriva la grandezza del lavoro agricolo, anche nelle tetre condizioni del lavoro altrui e dominato. Ma non erano gli indigeni l'unica cosa che interessò Kingman, fu attratto anche dai mulatti e dalle faccende quotidiane e oscure della classe medio-bassa delle città, prova di ciò è La visita che coglie il rito delle visite infinite, nei pomeriggi pesanti di una società chiusa e oppressiva.

## Mostre fuori dal paese
Con queste influenze, modalità, qualità e alcune delle sue opere, Kingman volò all'estero. Nel 1938 espose le sue opere a Bogotá; nel 1939 assistette Camilo Egas con dipinti e decorazioni per il padiglione dell'Ecuador all'Esposizione Universale di New York; nel 1940 il Museum of Modern Art di New York espose il dipinto ad olio Los Chucchidores; Nel 1942 fece parte di una selezione molto ristretta di artisti di arte contemporanea dei paesi andini al Newark Museum di San Francisco ed espose le sue opere al Museum of Fine Arts di Caracas.
L'esposizione di Bogotá fu decisiva per Kingman. Il giovane artista arrivò nella capitale colombiana senza l'intenzione di esporre le sue opere come parte di una delegazione culturale ecuadoriana; fu Benjamín Carrión a forzare la mostra: le cinque tele che dovevano essere esposte come parte della delegazione e le due della sua stessa collezione, fecero sì che il pittore aggiungesse nuove opere, arrivando ad aggiungere cinque dipinti ad olio e alcuni disegni e acquerelli . Quindi Carrión cerò di far seguire la mostra da una conferenza per arrivare a una fitta rete di critiche e commenti.
A Caracas l'accoglienza delle opere di Kingman fu altrettanto entusiasta. In un modo speciale, il colore era preponderante. (È importante notare che la mostra aperta al Museo delle Belle Arti nell'ottobre 1942 era molto più solida e bella di quella di Bogotá. Tra i ventidue grandi dipinti ad olio esposti c'erano opere famose come Regreso e Los Guandos ). Non mancarono osservatori per i quali l'espressione dell'ecuadoriano era insolita e inquietante. La perplessità prevalse nel commento della Revista de las Indias quando commentò la mostra di Bogotà della Biblioteca Nazionale, che precedette di poco quella di Caracas, in cui venne scritto che: i toni di Kingman tendono ad essere scuri e monocromatici. Le sue figure mostrano mani grandi, piedi larghi, appesi a corpi che non corrispondono, né con le dimensioni né con la posizione, a quelle che vengono chiamate posizioni naturali. Sono figure contorte, assurde, distorte, tragiche .
In Perù non fece mostre. Ma nel 1941 si recò a Cuzco e Machu Picchu . Questa visita lo avvicinò all'indigenismo peruviano. Al di là dei rapidi contatti con l'arte contemporanea in Perù, la visita all'impero Tahuantinsuyo e al suo altro centro sacro, diede all'artista la giusta dimensione dell'antica grandezza degli esseri che ritraeva nella loro misera e quasi rovinosa condizione attuale. Venne confermato che non si sbagliava nel dotarli di una nobiltà nascosta e sotterranea.
Se i viaggi in Colombia e Venezuela furono molto soddisfacenti, e il suo viaggio in Perù fu così emozionante e abbagliante, il primo viaggio negli Stati Uniti, che fece alla fine del 1939, fu totalmente l'opposto; grigio e quasi tetro. Eduardo Kingman e Bolívar Mena Franco vinsero il posto di assistenti di Camilo Egas per la pittura murale interna del padiglione ecuadoriano all'Esposizione di New York. La grande metropoli non ispirò Kingman per la sua pittura e gli dedicò appena un paio di acquerelli. Il suo unico desiderio era quello di tornare in Ecuador il prima possibile. Al suo ritorno a Quito, Kingman dipinse murales, eseguì incisioni ( xilografie ), illustrò libri degli scrittori della generazione, trionfò in un concorso di poster e nel 1945 aprì la Caspicara Gallery, l'unica che la città avrebbe avuto per anni, inoltre passava il suo tempo con poeti, cantastorie, pittori, dilettanti, persone simpatiche e persone pigre.

## Muralismo

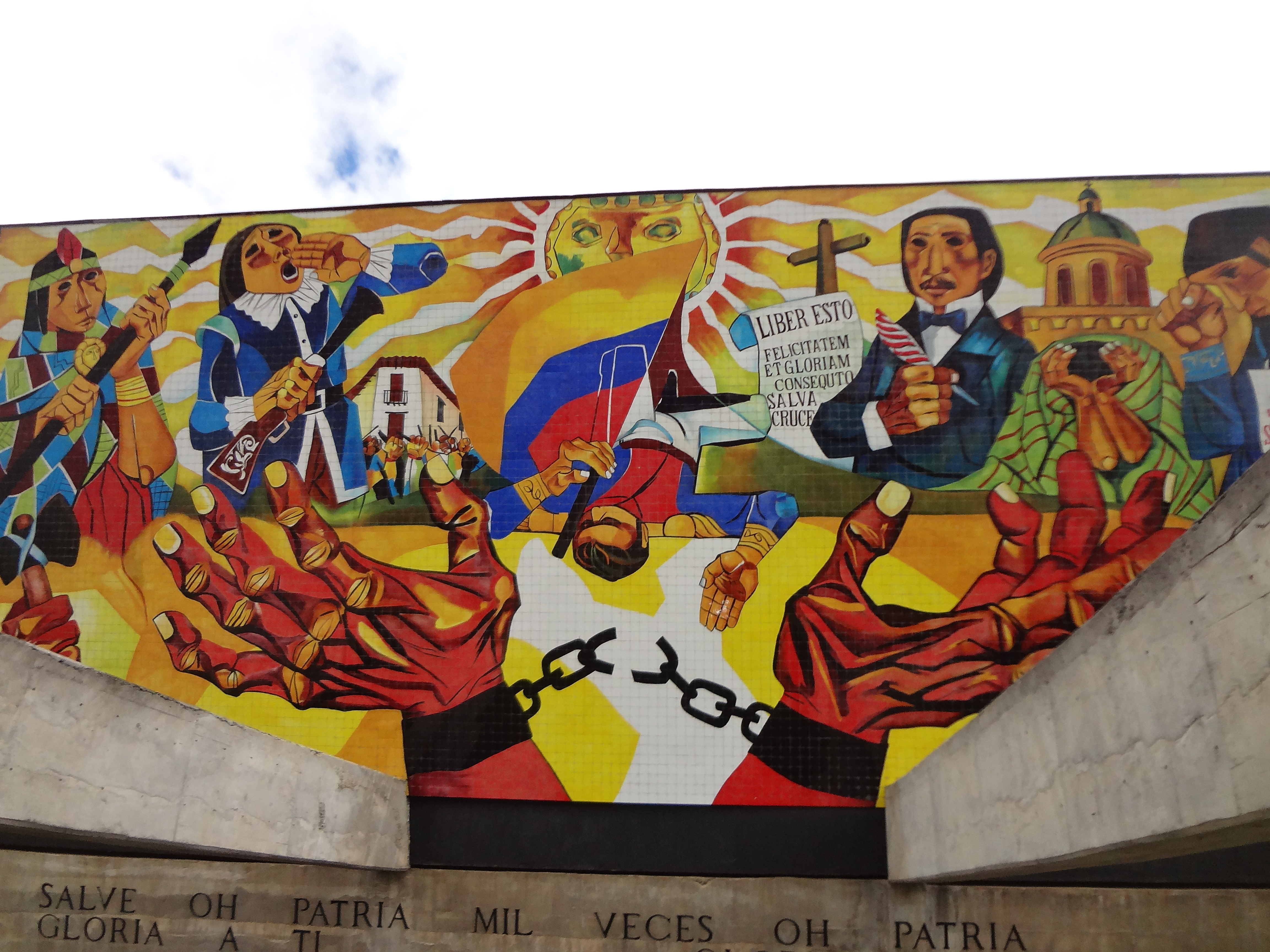
Kingman Murales

I primi murales furono dipinti poco dopo il ritorno a Quito. Nella casa di campagna di Benjamín Carrión, La Granja, situata a Conocoto, dipinse quattro pareti, con degli affreschi: La Siembra, La Cosecha, La Feria e La Fiesta, che rappresentavano le faccende agricole e festive e i rituali del popolo indiano. Nel 1944 realizzò quattro murales, La industria, La agricoltura, El turismo de sierra e El turismo de la costa, per l'esposizione delle industrie del Ministero dell'Agricoltura e delle Industrie.  Questi murales riflettono alcuni dettagli dello stile di Kingman, come la donna che fa la ceramica ne La Industria o la donna Chola che ascolta il cantante ne El turismo de la costa . Il tempo del grande muralismo ecuadoriano arrivò con l'apertura del nuovo edificio della Casa della Cultura ecuadoriana, ma a quel punto Kingman era preso da altri interessi.
La xilografia diede a Kingman l'opportunità di mostrare le sue grandi abilità nel disegno. Nel 1937 pubblicò una cartella con tutta una serie di Hombres de Ecuador ; due anni dopo Nuevo Continente de México riprodusse le incisioni di Kingman in grande formato. Tutte queste incisioni che viaggiarono per il mondo gli aprirono le porte per partecipare a un nuovo gruppo artistico dell'America Latina insieme a Rivera, Cândido Portinari e altri personaggi. Presentò la xilografia El Indio y la tierra che spinse il critico Alfred Frankenstein a scrivere: Kingman è un artista che ha chiaramente speso molto tempo nello studio fecondo ed efficace dello stile espressionista tedesco .

## Casa della cultura ecuadoriana
La seconda guerra mondiale, la sconfitta dell'esercito ecuadoriano contro il Perù nel 1941 e il ritorno al potere del carismatico leader del popolo Velasco Ibarra, furono grandi influenze e motivi di cambiamento per la cultura ecuadoriana, insieme all'inaugurazione della Casa della Cultura ecuadoriana fondata nel 1944,uno dei più grandi progetti di Benjamin Carrión.
Kingman era considerato dalla fondazione della Casa della Cultura come un pittore consacrato e affermato. Fu più ciò che Kingman le diede che ciò che ricevette da lei. Fu uno dei suoi fondatori. Era il rappresentante delle arti visive nel gruppo selezionato di fondatori. (Altri importanti pittori dell'epoca si formarono nella Casa della Cultura. Il caso più notevole fu quello di Guayasamín, a cui l'istituzione gli diede l'opportunità di lavorare al suo Huacayñan e Carrión gli assicurò un importante premio in una biennale spagnola). Il Kingman di questo periodo fu quello di Alfarera, di Ceguera e di Descendimiento . La Ceguera è un dipinto molto drammatico che rappresenta un uomo con occhi senza luce che viene guidato dalla ragazza guida che ha grandi occhi tristi. Nel marzo 1948 Kingman diventò direttore del Patrimonio Culturale Nazionale e annunciò opere molto serie come il primo catalogo del Museo de Arte Colonial. Tutti questi progetti burocratici sottrassero tempo alla pittura; ma non si fermò. L'anno successivo, nell'aprile 1949, fece una mostra di ventisei dipinti ad olio nella Sala del Museo.
La mano de Dios  presentò cambiamenti nel suo stile artistico come una nuova purificazione del colore e nuove forme di equilibrio, ritmo e di rapporto disegno-colore. Quell'anno le due mostre gli portarono i due premi nazionali di pittura. Yo, prójimo gli portò il premio Mariano Aguilera mentre Cajonera, La candela y Sed gli fece conferire il primo posto al sesto Salone Nazionale di Arti Plastiche. Arrivarono le due grandi mostre del 1957 di Quito e Guayaquil che servirono affinché intellettuali, critici e i cittadini del paese facessero il bilancio di quello che si poté considerare il secondo periodo della produzione di Kingman.  All'inizio degli anni '60, Kingman dipinse Guagua en surco, un dipinto con un grande riferimento alla terra; Kingman decise di dipingerlo con l'acrilico.
Nel 1962 pubblicò le tavole negli opuscoli del Ministero della Pubblica Istruzione. Nel 1963 andò in Messico e tre anni più tardi allestì una mostra al Museo de Arte Colonial. A metà del 1971, la rivista Américas dedicò un lungo articolo a Eduardo Kingman e lo intitolò Painter of Hands in cui Darío Suro scrisse: " L'universo di Kingman non può essere concepito senza mani ", e ricordando che le opere e i disegni di questo tempo enfatizzavano le mani. Nel 1970 Kingman terminò il suo lavoro al Museo de Arte Colonial. Poco dopo, lasciò la sua casa a Quito per trasferirsi nella valle di Los Chillos.

## La Posada de la Soledad
Nel 1972, il paese subì un cambiamento radicale con il boom del petrolio, che creò nuovi uomini d'affari nelle famiglie della classe medio-alta e diede vita a nuove gallerie d'arte facendo aumentare notevolmente i prezzi delle opere. Per quell'anno Kingman decise di trasferirsi da Quito nella valle di Los Chillos, in una casa di città, una vecchia panetteria magnificamente ristrutturata, che chiamò La Posada de la Soledad . Infine, fece parte della Commissione per la supervisione e la riorganizzazione della Casa della Cultura e l'elaborazione di una nuova Legge della Cultura.
Il ritardo che presentava la società culturale di Quito dell'epoca, allontanò Kingman dalla vita pubblica, desiderava solo riposarsi, pensare, leggere, chiacchierare con buoni amici e, ovviamente, dipingere. Negli anni successivi infranse più volte il suo ritiro: nel 1973 si recò a Guayaquil per ricevere il premio Estrella de Octubre, e nel 1975 arrivò al Ministero degli Affari Esteri per ricevere il premio dell'Ordine Nazionale al Merito nel grado di comandante. Poi si ritirò nuovamente a casa. Alla fine del 1976 la Cancelleria invitò Kingman per una mostra che si sarebbe tenuta a Parigi l'anno successivo. All'interno del collettivo nazionale, il grande artista avrebbe dovuto avere una grande stanza tutta per sé; ma la burocrazia diplomatica era ben lontana dal rispettare quanto offerto a Kingman. Al suo ritorno da Parigi, Eduardo Kingman era estremamente deluso, poiché gli fu assegnata una galleria mal posizionata, poco visitata, secondaria, dove l'offerta della grande sala e la presentazione come mostra individuale di quell'opera importante non venne soddisfatta. Nel 1985 alla fine di gennaio Eduardo Kingman diventò una delle grandi figure della grande mostra di Arte Sacra Contemporanea dell'Ecuador che venne esposta a Guayaquil. Verso la fine della sua carriera, Kingman fu premiato con una mostra della sua arte alle Nazioni Unite, a New York.

## Premi
1936 - Vince il primo premio al Salone Mariano Aguilera con El Carbonero .
1947 - Vince il primo premio al terzo concorso delle Belle Arti della Casa della Cultura Ecuadoriana con La Noche .
1953 - Vinve il primo premio al sesto concorso delle Belle Arti della Casa della Cultura Ecuadoriana con La Cajonera, La Candela e La Sed .
1959 - Vince il primo premio al Salone Mariano Aguilera con Yo, il vicino .
1986 - Il governo ecuadoriano gli conferisce il Premio Eugenio Espejo; il più alto riconoscimento nazionale per il lavoro culturale.
1994 - Il governo ecuadoriano gli consegna l'Ordine Nazionale Honorato Vásquez.
1994 - L'Organizzazione degli Stati americani (OAS) consegna il Premio Gabriela Mistral per le Belle Arti.

## Onorificenze
1973 - Estrella de Octubre assegnata dal Comune di Guayaquil.
1975 - Il Ministero degli Esteri dell'Ecuador gli conferisce il Premio Nazionale al Merito nel grado di Comandante .
1980 - La Società Lojana gli assegna una medaglia.
1984 - Il Ministero della Difesa gli conferisce la medaglia al merito Atahualpa al grado di cavaliere.
1986 - L'Associazione degli Artigiani dell'Ecuador gli conferisce la medaglia al lavoro artistico.
1986 - La Casa della Cultura ecuadoriana rende omaggio a Eduardo Kingman con la creazione della Sala Eduardo Kingman.
1986 - Dichiarato un illustre lojano .
1987 - Laurea ad honorem rilasciata dall'Università della Loja.
1987 - Kingman viene investito del grado di colonnello dallo Stato del Kentucky, USA
1991 - Premio Rumiñahui assegnato dal Comune di Quito.

## Morte
Kingman era un fumatore accanito, questo alla fine gli provocò problemi di salute. Nell'ottobre 1997 fece una vacanza a Bahía de Caráquez con la sua famiglia, ma sentendosi molto debole tornò a Quito dove prese una pausa per problemi di salute. Trascorse tre settimane in un ospedale della capitale fino a quando una malattia degenerativa oltre a un enfisema polmonare causato dal fatto di essere un fumatore lo portarono alla morte per leucemia. Morì il 27 novembre 1997, all'età di 84 anni. I suoi resti si trovano attualmente nel cimitero Jardines del Valle nella città di Quito.

## Museo
Gran parte delle opere di Eduardo Kingman si trovano esposte nella Posada de las Artes Kingman nella città di Quito, il quale è gestito da sua figlia Solitudine Kingman Jijón. La Posada de la soledad attualmente è in ristrotturazione per problemi strutturali, per i quali è stata realizzata una convenzione con il Municipio di Rumiñahui affinché venga restaurata, altre delle sue opere si trovano nelle mani di musei e collezionisti privati.